# Johannes Jakobsen
Johannes Victor Bech Jakobsen (* 27. Dezember 1898 in Kopenhagen; † 7. März 1932 ebenda) war ein dänischer Ringer und Europameister 1926 im griechisch-römischen Stil im Mittelgewicht.

## Werdegang
Johannes Jakobsen begann als Jugendlicher in Kopenhagen mit dem Ringen und entwickelte sich zu einem großen Könner im griech.-röm. Stil. Als Polizeibeamter war er während seiner ganzen Ringerkarriere Angehöriger von „Ursus“ Kopenhagen. Im Jahre 1923 wurde Johannes erstmals dänischer Meister im Mittelgewicht. Diesen Titel gewann er insgesamt sechsmal.
1926 startete er bei der Europameisterschaft in Riga und wurde dort in einem dramatischen Dreikampf mit Fritz Bräun, dem Titelverteidiger aus Deutschland und dem Ungarn László Papp Europameister im Mittelgewicht. Diese drei Ringer besiegten sich gegenseitig. Johannes Jakobsen gewann aber alle seine weiteren Kämpfe auf Schulter und hatte damit das beste Fehlerpunkteverhältnis dieser drei Ringer. Unter den von Johannes geschulterten Ringern war auch Ivar Johansson aus Schweden, der damals am Anfang seiner Karriere stand, die bis 1939 dauerte und ihm bis dahin nie dagewesene Erfolge brachte.
Johannes Jakobsen war auch bei den Olympischen Spielen 1928 in Amsterdam am Start. Er gewann dort seine ersten drei Kämpfe, unterlag aber dann dem Esten Albert Kusnets und dem Finnen Väinö Kokkinen und musste mit dem 4. Platz zufrieden sein.
An weiteren internationalen Meisterschaften nahm Johannes Jakobsen nicht teil. Zwischen 1926 und 1930 vertrat er in vier Länderkämpfen gegen Deutschland die Farben Dänemarks und gewann dabei zweimal gegen Fritz Bräun aus Fürth bzw. Bad Kreuznach und je einmal gegen Hermann Simon aus Koblenz und Eduard Krämer aus Duisburg.
Johannes Jakobsen verstarb schon 1932 nach kurzer schwerer Krankheit.

## Internationale Erfolge
- 1926, 1. Platz, Europameisterschaft in Riga, griech.-röm. Stil, Mittelgewicht (damals bis 75 kg Körpergewicht), mit Siegen über Rafael Rone, Lettland, Ivar Johansson, Schweden und Fritz Bräun, Deutschland und trotz einer Niederlage gegen László Papp, Ungarn
- 1928, 4. Platz, Olympische Spiele in Amsterdam, griech.-röm. Stil, Mittelgewicht, mit Siegen über Rafael Rone, Lettland, Nurettin Boytorun, Türkei u. Hermann Simon, Deutschland u. Niederlagen gegen Albert Kusnets, Estland u. Väinö Kokkinen, Finnland